# Ferrovia Modena-Vignola
La ferrovia Modena-Vignola collegava il capoluogo modenese con la cittadina di Vignola.

## Storia
Fu attivata il 29 luglio 1888 dalla Società Anonima Ferrovia Modena Vignola (FMV) che aveva ottenuto la concessione per l'esercizio dall'amministrazione provinciale di Modena. Era lunga 26 km ed utilizzava uno scartamento da 950 mm
Nel 1914 fu completato il collegamento ferroviario che dalla stazione di Spilamberto collegava Bazzano, località servita, a partire dal 1883, dalla tranvia Bologna-Casalecchio-Vignola che veniva altresì raggiunta dalla stazione capolinea e che nel 1938 venne sostituita da una parallela ferrovia.

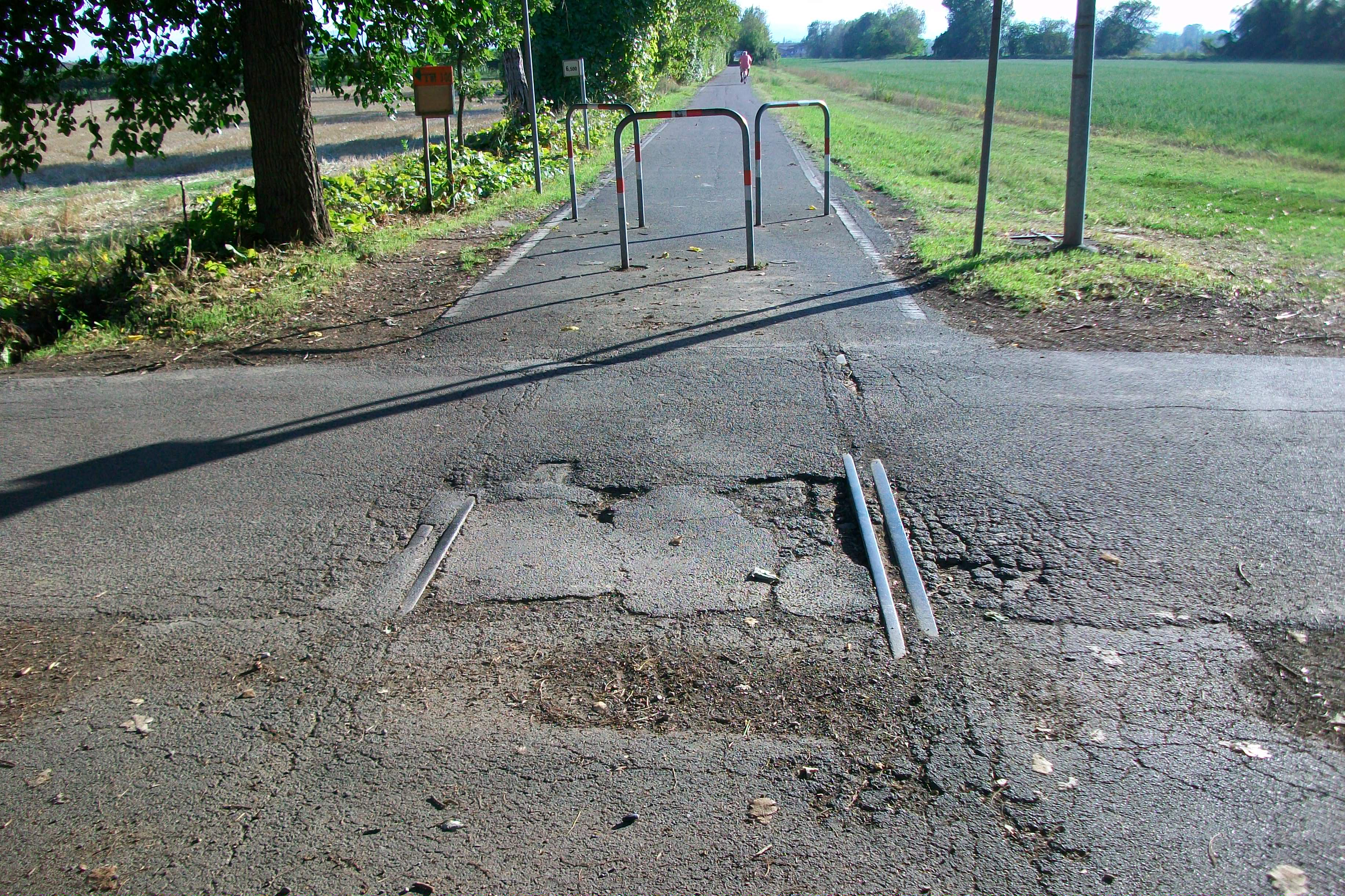
Rotaie ancora visibili lungo la pista ciclabile nei pressi di San Vito

Nel 1917 l'esercizio della linea passò alla SEFTA che tra il 1929 e il 1932 procedette alla sua elettrificazione e all'adozione dello scartamento normale.
La seconda guerra mondiale provocò numerosi danni alla linea ferroviaria, tanto che si decise di non ricostruire la diramazione Spilamberto-Bazzano.
Nel 1969, la SEFTA, ora di proprietà della provincia, decise di sopprimere il traffico passeggeri. La linea rimase attiva per il traffico merci fino al 1972.
Il sedime è stato utilizzato per una pista ciclabile lungo la quale si possono ancora vedere le piccole stazioni abbandonate. Le scritte di località sono ancora visibili.

## Percorso
|  | Continuation backward |

| Station on track |

| Unknown route-map component "exCONTgq" | Unknown route-map component "eABZg+r" |  |

|  | Unknown route-map component "emABZgl" | Unknown route-map component "uexSTR+r" |

| Unknown route-map component "CONTgq" | Unknown route-map component "xABZgr" | Unknown route-map component "uexLSTR" |

|  | Unknown route-map component "exHST" | Unknown route-map component "uexLSTR" |

| Unknown route-map component "uexSTR+l" | Unknown route-map component "exmABZgr" | Unknown route-map component "uexLSTR" |

| Unknown route-map component "uexCONTgq" | Unknown route-map component "uexABZqr" | Unknown route-map component "exmKRZ" | Unknown route-map component "uexLSTRr" |  |

| Unknown route-map component "exBHF" |

| Unknown route-map component "exBHF" |

| Unknown route-map component "exBHF" |

| Unknown route-map component "exSKRZ-Mu" |

| Unknown route-map component "exHST" |

| Unknown route-map component "exBHF" |

| Unknown route-map component "exBHF" |

| Unknown route-map component "exHST" |

| Unknown route-map component "exHST" |

| Unknown route-map component "exHST" |

| Unknown route-map component "exBHF" |

|  | Unknown route-map component "exABZgl" | Unknown route-map component "exCONTfq" |

| Unknown route-map component "exBHF" |

|  | Unknown route-map component "exSTR" | Unknown route-map component "CONTl+f" |

|  | Unknown route-map component "exKRWgl" | Unknown route-map component "eKRWg+r" |

|  | Unknown route-map component "exKBHFe" | End station |

- Modena Piazza Manzoni: funzionante;
- Vaciglio: abbandonata e parzialmente crollata;
- Paganine: abbandonata, ma in buono stato di conservazione;
- San Donnino di Nizzola: abbandonata e parzialmente crollata;
- San Lorenzo - San Vito: abbandonata ma in buono stato di conservazione;
- Castelnuovo Rangone: restaurata, è sede del circolo anziani;
- Settecani - Castelvetro[3]: abbandonata e pericolante;
- Belvedere: demolita;
- Sant'Eusebio: abitazione privata;
- Rio Secco: abbandonata, ancora in discrete condizioni;
- Spilamberto: demolita;
- Confine[4]: pericolante;
- Vignola: funzionante, impresenziata.

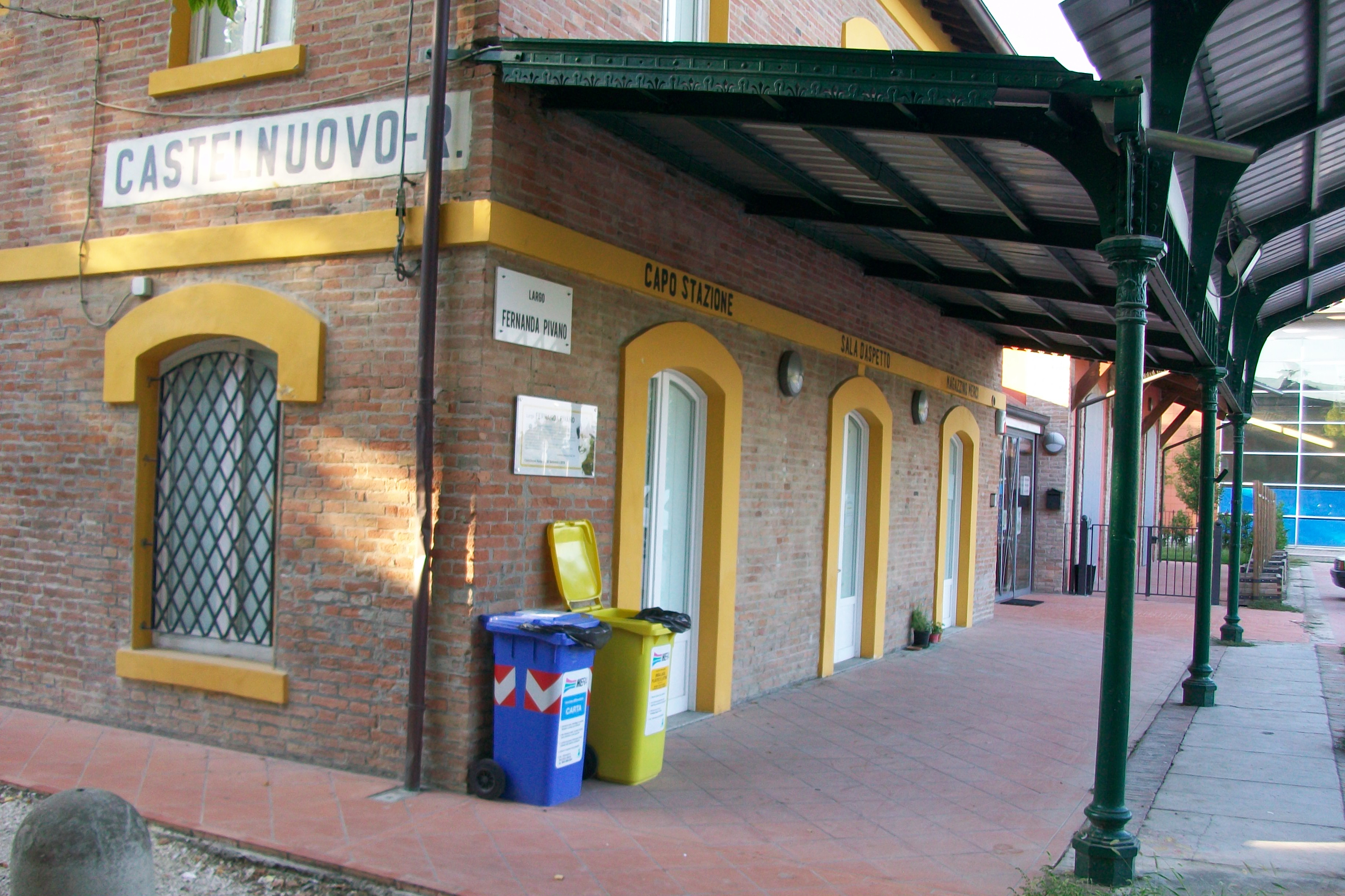
ex-stazione di Castelnuovo Rangone

## Diramazione Spilamberto-Bazzano
| Unknown route-map component "exCONTg" |

| Unknown route-map component "exBHF" |

| Unknown route-map component "exCONTgq" | Unknown route-map component "exABZgr" |  |

| Unknown route-map component "exBHF" |

| Unknown route-map component "exHST" |

| Unknown route-map component "exBHF" |

| Unknown route-map component "exHST" |

| Unknown route-map component "uexLSTR+l" | Unknown route-map component "uexLSTRq" | Unknown route-map component "exmKRZ" | Unknown route-map component "uexCONTfq" |  |

| Unknown route-map component "uexLKBHFe" | Unknown route-map component "exKBHFaq" | Unknown route-map component "exABZgr" |  |  |

| Unknown route-map component "dCONTgq" | Station on transverse track | Transverse track | Unknown route-map component "xKRZxl" | Unknown route-map component "CONTfq" | Unknown route-map component "d" |  |

| Unknown route-map component "exKBHFe" |

La linea fu concessa nel 1912 e aperta il 9 dicembre 1914 a scartamento ridotto e trazione a vapore.
Il 22 dicembre 1932 iniziò il servizio a scartamento normale e trazione elettrica.

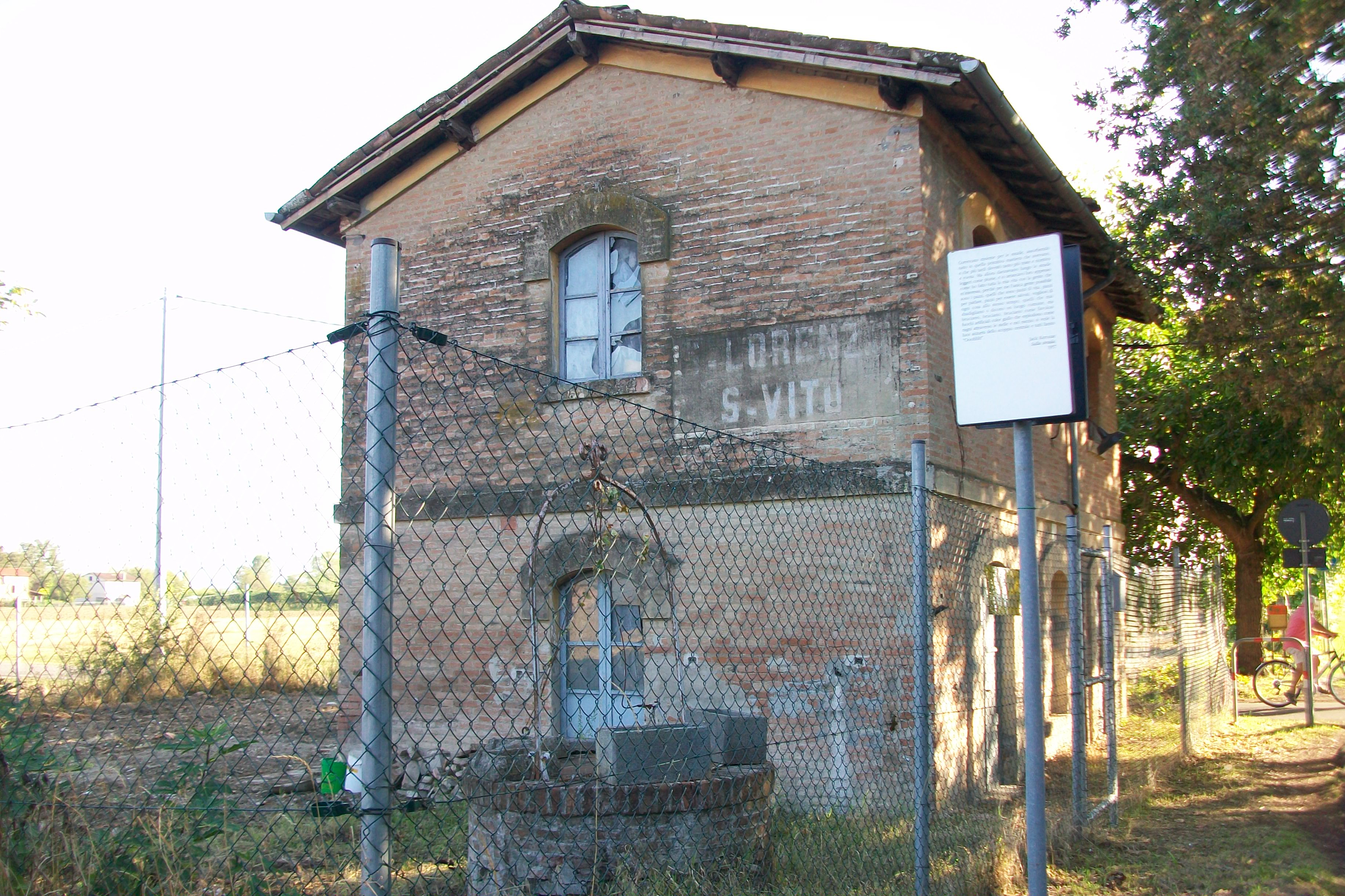
ex-stazione di San Lorenzo-San Vito

Il 29 ottobre 1938, con l'apertura della linea ferrovia Casalecchio-Vignola (che sostituiva la preesistente tranvia a vapore Bologna-Vignola), fu abbandonata la vecchia stazione di Bazzano, sita sull'argine del torrente Samoggia a breve distanza da quella di nuova costruzione.
Il servizio fu sospeso nel 1944 a causa dei danni provocati dalla seconda guerra mondiale, e mai riattivato, a causa dello scarso traffico manifestatosi già nell'anteguerra che sconsigliava la ricostruzione della linea. Al suo posto fu istituita un'autolinea gestita dall'impresa Barozzi.